# Jade Jagger
Jade Sheena Jezebel Jagger (født 21. oktober 1971 i Paris, Frankrig) er en engelsk model, og juveldesigner. Hun er det eneste barn i ægteskabet mellem Mick Jagger og Bianca Jagger. Jade er af engelsk / nicaraguansk afstamning.

## Personligt liv
Jade blev født på Belvedere Nursing Home i Paris, men opholdt sig i de første år af sit liv, sammen med sine forældre, i Londons fashionable Cheyne Walk. Efter sine forældres skilsmisse i 1980 flyttede Jade sammen med sin mor til Manhattan, hvor hun ofte blev passet af barnepiger. Jade gik på Spence School i Manhattan et par år, før hun blev sendt på pigekostskolen St. Marys i Calne, England. 
Da hun var 16 år blev hun smidt ud af St. Marys, efter hun havde sneget sig ud af skolen for at møde sin kæreste på det tidspunkt, Josh Astor. Et par år senere mødte hun Piers Jackson, da de to var på studerende i Cambridge, England. Hun og Piers giftede sig aldrig, men fik to døtre sammen, Assisi Lola Jackson (født 3. juli 1992) og Amba Isis Jackson (født 1996). Deres forhold varede i omkring otte år. Siden da har Jade været kædet sammen med blandt andre Ben Elliot, Euan McDonald, Daniel Macmillan, og Pharrell Williams.
Jade er halvsøster til Karis Jagger (som Mick fik sammen med Marsha Hunt i 1970), Elizabeth Jagger (som Mick fik sammen med Jerry Hall i 1984), James Jagger (som Mick fik sammen med Hall i 1985), Georgia Jagger (Som Mick fik med Hall i 1992), Gabriel Jagger (som Mick fik med Hall i 1997), og Lucas Morad-Jagger (som Mick fik med Luciana Gimenez i 1999).

## Fodnoter
1. ↑  Jade Jagger
2. ↑  Jade Jagger: Turbulence in first class – Profiles, People – The Independent
3. ↑  Mick Jagger Picture, Profile, Gossip, and News at CelebrityWonder.com
4. ↑  "Jade Jagger". Arkiveret fra originalen 13. november 2007. Hentet 30. januar 2008.